# Istorija hrišćanstva
Istorija hrišćanstva odnosi se na hrišćansku religiju, hrišćanski svet i crkvu sa svojim različitim denominacijama, od 1. veka do danas.

## Apostolsko vreme
Hrišćanstvo je nastalo sa službom Isusa u rimskoj provinciji Judeji у 1. veku. Prema evanđeljima, Isus je bio jevrejski učitelj i iscelitelj koji je proglasio predstojeće Carstvo nebesko. On je bio razapet na krst oko 30.-33. godine. Njegovi sledbenici veruju da je on potom uskrsnuo iz mrtvih i da ga je Bog uzneo, kao i da će se uskoro vratiti na da uspostavi Carstvo nebesko. Najraniji Isusovi sledbenici su bili apokaliptični jevrejski hrišćani. Usled uključivanja nejevreja, rana hrišćanska crkva se postepeno odvojila od judaizma i jevrejskog hrišćanstva tokom prva dva veka hrišćanske ere.
Godine 313, car Konstantin Veliki izdao je Milanski edikt, kojim je zvanično legalizovao hrišćansko bogosluženje. Godine 380, putem Solunskog edikta koji je objavljen pod Teodosijem I, Rimsko carstvo je zvanično prihvatilo trojstveno hrišćanstvo kao svoju državnu religiju, a hrišćanstvo se uspostavilo kao pretežno nejevrejska religija u državnoj crkvi Rimskog carstva.
Hristološke debate o Isusovoj ljudskoj i božanskoj prirodi okupirale su hrišćansku crkvu tokom nekoliko vekova, a sedam Vaseljenskih sabora je održano da bi se ove rasprave rešile. Arijanstvo je bilo osuđeno na Nikejskom saboru (325), a podržana je trinitarna doktrina kao što je tumačena u Nikejskoj veroispovesti.
U ranom srednjem veku, misionarske aktivnosti širile su hrišćanstvo prema zapadu među germanskim narodima. Tokom kasnog srednjeg veka, istočno i zapadno hrišćanstvo se razdvajalo, što je dovelo do raskola Istoka i Zapada 1054. godine. 
Rastuća kritika rimokatoličke ekleziološke strukture i njenog ponašanja dovela je do protestantskog pokreta u16. veku i podele zapadnog hrišćanstva.
Od doba renesanse, sa zapadnim kolonijalizmom, hrišćanstvo se proširilo širom sveta. Danas postoji više od dve milijarde hrišćana širom sveta, a hrišćanstvo je postalo najveća svetska religija.

## Literatura
- Bowden, John. Encyclopedia of Christianity (2005), 1406 pp excerpt and text search
- Cameron, Averil (1994). Christianity and the Rhetoric of Empire: The Development of Christian Discourse. Berkeley, California: University of California Press. стр. 275. ISBN 0-520-08923-5.
- Carrington, Philip. The Early Christian Church. (2 vol. 1957) ;
- Edwards, Mark (2009). Catholicity and Heresy in the Early Church. Ashgate. ISBN 9780754662914.
- González, Justo L. (1984). The Story of Christianity: Vol. 1: The Early Church to the Reformation. Harper. ISBN 0-06-063315-8.; The Story of Christianity, Vol. 2: The Reformation to the Present Day. 1985. ISBN 0-06-063316-6.
- Grabar, André (1968). Christian iconography, a study of its origins. Princeton University Press. ISBN 0-691-01830-8.
- Hastings, Adrian (1999). A World History of Christianity. Grand Rapids: Wm. B. Eerdmans Publishing. ISBN 0-8028-4875-3.
- Holt, Bradley P. Thirsty for God: A Brief History of Christian Spirituality (2nd ed. 2005)
- Jacomb-Hood, Anthony (2014). Rediscovering the New Testament Church. ISBN 978-1978377585.. CreateSpace . .
- Johnson, Paul. A History of Christianity (1976) excerpt and text search
- Koschorke, Klaus;  . (2007). A History of Christianity in Asia, Africa, and Latin America, 1450–1990: A Documentary Sourcebook. Wm. B. Eerdmans Publishing. ISBN 0802828892. excerpt and text search and highly detailed table of contents
- Latourette, Kenneth Scott (1975). A History of Christianity, Volume 1: Beginnings to 1500 (revised изд.). Harper. ISBN 0-06-064952-6. excerpt and text search; A History of Christianity, Volume 2: 1500 to 1975. 1975. ISBN 0-06-064953-4.
- Livingstone, E. A., ed. The Concise Oxford Dictionary of the Christian Church (2nd ed. 2006) excerpt and text search online at Oxford Reference
- MacCulloch, Diarmaid (2010). A History of Christianity: The First Three Thousand Years.
- McLeod, Hugh, and Werner Ustorf, eds (2003). The Decline of Christendom in Western Europe, 1750–2000. 13 essays by scholars;
- McGuckin, John Anthony (2010). The Orthodox Church: An Introduction to its History, Doctrine, and Spiritual Culture., 480pp excerpt and text search
- McGuckin, John Anthony (2011). The Encyclopedia of Eastern Orthodox Christianity., 872pp
- Shelley, Bruce L. (1996). Church History in Plain Language (2nd изд.). ISBN 0-8499-3861-9.
- Ricciotti, Giuseppe (1999). Julian the Apostate: Roman Emperor (361-363). TAN Books. ISBN 1505104548.
- Stark, Rodney (1996). The Rise of Christianity.
- Tomkins, Stephen (2006). A Short History of Christianity. ISBN 0802833829.
- Barnett, Paul (2002). Jesus, the Rise of Early Christianity: A History of New Testament Times. InterVarsity Press. ISBN 0-8308-2699-8.
- Berard, Wayne Daniel (2006), When Christians Were Jews (That Is, Now), Cowley Publications, ISBN 1-56101-280-7
- Bermejo-Rubio, Fernando (2017).  Feldt, Laura; Valk, Ülo, ур. „The Process of Jesus' Deification and Cognitive Dissonance Theory”. Numen. Leiden: Brill Publishers. 64 (2–3): 119—152. ISSN 0029-5973. JSTOR 44505332. S2CID 148616605. doi:10.1163/15685276-12341457. eISSN 1568-5276.
- Bird, Michael F. (2017), Jesus the Eternal Son: Answering Adoptionist Christology, Wim. B. Eerdmans Publishing
- Boatwright, Mary Taliaferro; Gargola, Daniel J.; Talbert, Richard John Alexander (2004), The Romans: From Village to Empire, Oxford University Press, ISBN 0-19-511875-8
- Bokenkotter, Thomas (2004), A Concise History of the Catholic Church (Revised and expanded изд.), Doubleday, ISBN 0-385-50584-1
- Brown, Schuyler (1993). The Origins of Christianity: A Historical Introduction to the New Testament. Oxford University Press. ISBN 0-19-826207-8.
- Boyarin, Daniel (2012). The Jewish Gospels: the Story of the Jewish Christ. The New Press. ISBN 978-1-59558-878-4.
- Burkett, Delbert (2002), An Introduction to the New Testament and the Origins of Christianity, Cambridge University Press, ISBN 978-0-521-00720-7
- Cohen, Shaye J.D. (1987), From the Maccabees to the Mishnah, The Westminster Press, ISBN 0-664-25017-3
- Cox, Steven L.; Easley, Kendell H. (2007), Harmony of the Gospels, ISBN 978-0-8054-9444-0
- Croix, G. E. M. de Sainte (1963). „Why Were The Early Christians Persecuted?”. Past and Present. 26 (1): 6—38. doi:10.1093/past/26.1.6.
- Croix, G. E. M. de Sainte (2006),  Whitby, Michael, ур., Christian Persecution, Martyrdom, And Orthodoxy, Oxford: Oxford University Press, ISBN 0-19-927812-1
- Cross, F. L.; Livingstone, E. A., ур. (2005), The Oxford Dictionary of the Christian Church (3rd Revised изд.), Oxford: Oxford University Press, ISBN 978-0-19-280290-3, doi:10.1093/acref/9780192802903.001.0001
- Cullmann, Oscar (1949), The Earliest Christian Confessions, Превод: J. K. S. Reid, London: Lutterworth
- Cullmann, Oscar (1966),  A. J. B. Higgins, ур., The Early Church: Studies in Early Christian History and Theology, Philadelphia: Westminster
- Cwiekowski, Frederick J. (1988), The Beginnings of the Church, Paulist Press
- Dauphin, C. (1993), „De l'Église de la circoncision à l'Église de la gentilité – sur une nouvelle voie hors de l'impasse”, Studium Biblicum Franciscanum. Liber Annuus XLIII, Архивирано из оригинала 2013-03-09. г.
- Davidson, Ivor (2005), The Birth of the Church: From Jesus to Constantine, AD 30-312, Oxford
- Davies, W. D. (1965), Paul and Rabbinic Judaism (2nd изд.), London
- Draper, JA (2006). „The Apostolic Fathers: the Didache”. Expository Times. св. 117 бр. 5.
- Dunn, James D. G. (1982), The New Perspective on Paul. Manson Memorial Lecture, 4 november 1982
- Dunn, James D. G. (1999), Jews and Christians: The Parting of the Ways, AD 70 to 135, Wm. B. Eerdmans Publishing, ISBN 0-8028-4498-7
- Dunn, James D. G. "The Canon Debate". In McDonald & Sanders (2002).
- Dunn, James D. G. (2005), Christianity in the Making: Jesus Remembered, 1, Wm. B. Eerdmans Publishing, ISBN 978-0-8028-3931-2
- Dunn, James D. G. (2009), Christianity in the Making: Beginning from Jerusalem, 2, Wm. B. Eerdmans Publishing, ISBN 978-0-8028-3932-9
- Dunn, James D. G. (јесен 1993). „Echoes of Intra-Jewish Polemic in Paul's Letter to the Galatians”. Journal of Biblical Literature. Society of Biblical Literature. 112 (3): 459—77. JSTOR 3267745. doi:10.2307/3267745.
- Eddy, Paul Rhodes; Boyd, Gregory A. (2007), The Jesus Legend: A Case for the Historical Reliability of the Synoptic Jesus Tradition, Baker Academic, ISBN 978-0-8010-3114-4
- Ehrman, Bart D. (2003), Lost Christianities: The Battles for Scripture and the Faiths We Never Knew, Oxford: Oxford University Press, ISBN 978-0-19-972712-4, LCCN 2003053097
- Ehrman, Bart D. (2005). „At Polar Ends of the Spectrum: Early Christian Ebionites and Marcionites”. Lost Christianities: The Battles for Scripture and the Faiths We Never Knew. Oxford: Oxford University Press. стр. 95—112. ISBN 978-0-19-518249-1. Непознати параметар |orig-date= игнорисан (помоћ)
- Ehrman, Bart (2012), Did Jesus Exist?: The Historical Argument for Jesus of Nazareth, Harper Collins, ISBN 978-0-06-208994-6
- Ehrman, Bart (2014), How Jesus became God: The Exaltation of a Jewish Preacher from Galilee, Harper Collins
- Elwell, Walter; Comfort, Philip Wesley (2001), Tyndale Bible Dictionary, Tyndale House Publishers, ISBN 0-8423-7089-7
- Esler, Philip F. (2004), The Early Christian World, Routledge, ISBN 0-415-33312-1
- Finlan, Stephen (2004), The Background and Content of Paul's Cultic Atonement Metaphors, Society of Biblical Literature
- Franzen, August (1988), Kirchengeschichte
- Frassetto, Michael (2007). Heretic Lives: Medieval Heresy from Bogomil and the Cathars to Wyclif and Hus. London: Profile Books. стр. 7—198. ISBN 978-1-86197-744-1. OCLC 666953429. Приступљено 9. 5. 2022.
- Fredriksen, Paula (2018), When Christians Were Jews: The First Generation, New Haven and London: Yale University Press, ISBN 978-0-300-19051-9
- Grant, M. (1977), Jesus: An Historian's Review of the Gospels, New York: Scribner's
- Gundry, R.H. (1976), Soma in Biblical Theology, Cambridge: Cambridge University Press
- Hunter, Archibald (1973), Works and Words of Jesus
- Hurtado, Larry W. (2004), Lord Jesus Christ: Devotion to Jesus in Earliest Christianity, Grand Rapids, Michigan and Cambridge, U.K.: Wm. B. Eerdmans, ISBN 978-0-8028-3167-5
- Hurtado, Larry W. (2005), How on Earth Did Jesus Become a God? Historical Questions about Earliest Devotion to Jesus, Grand Rapids, Michigan and Cambridge, U.K.: Wm. B. Eerdmans, ISBN 978-0-8028-2861-3
- Johnson, L.T., The Real Jesus, San Francisco, Harper San Francisco, 1996
- Keck, Leander E. (1988), Paul and His Letters, Fortress Press, ISBN 0-8006-2340-1
- Komarnitsky, Kris (2014), „Cognitive Dissonance and the Resurrection of Jesus”, The Fourth R Magazine, 27 (5)
- Kremer, Jakob (1977), Die Osterevangelien – Geschichten um Geschichte, Stuttgart: Katholisches Bibelwerk
- Lawrence, Arren Bennet (2017), Comparative Characterization in the Sermon on the Mount: Characterization of the Ideal Disciple, Wipf and Stock Publishers
- Loke, Andrew Ter Ern (2017), The Origin of Divine Christology, 169, Cambridge University Press, ISBN 978-1-108-19142-5
- Ludemann, Gerd, What Really Happened to Jesus? trans. J. Bowden, Louisville, Kentucky: Westminster John Knox Press, 1995
- Lüdemann, Gerd; Özen, Alf (1996), De opstanding van Jezus. Een historische benadering (Was mit Jesus wirklich geschah. Die Auferstehung historisch betrachtet), The Have/Averbode
- McDonald, L. M.; Sanders, J. A., ур. (2002), The Canon Debate, Hendrickson
- Mack, Burton L. (1995), Who wrote the New Testament? The making of the Christian myth, HarperSan Francisco, ISBN 978-0-06-065517-4
- Mack, Burton L. (1997) [1995], Wie schreven het Nieuwe Testament werkelijk? Feiten, mythen en motieven. (Who Wrote the New Testament? The Making of the Christian Myth), Uitgeverij Ankh-Hermes bv
- Maier, P. L. (1975), „The Empty Tomb as History”, Christianity Today
- McGrath, Alister E. (2006), Christianity: An Introduction, Wiley-Blackwell, ISBN 1-4051-0899-1
- Milavec, Aaron (2003). The Didache: Faith, Hope, & Life of the Earliest Christian Communities, 50-70 C.E. Newman Press. ISBN 978-0-8091-0537-3.
- Moss, Candida (2012). „Current Trends in the Study of Early Christian Martyrdom”. Bulletin for the Study of Religion. 41 (3): 22—29. doi:10.1558/bsor.v41i3.22. Архивирано из оригинала 25. 02. 2014. г. Приступљено 01. 10. 2022.
- Netland, Harold (2001), Encountering Religious Pluralism: The Challenge to Christian Faith & Mission, InterVarsity Press
- Neufeld (1964), The Earliest Christian Confessions, Grand Rapids: Eerdmans
- O'Collins, Gerald (1978), What are They Saying About the Resurrection?, New York: Paulist Press
- Pagels, Elaine (2005), De Gnostische Evangelien (The Gnostic Gospels), Servire
- Pannenberg, Wolfhart (1968), Jesus – God and Man, Превод: Lewis Wilkins; Duane Pribe, Philadelphia: Westminster
- Pao, David W. (2016), Acts and the Isaianic New Exodus, Wipf and Stock Publishers
- Redford, Douglas (2007), The Life and Ministry of Jesus: The Gospels, ISBN 978-0-7847-1900-8
- Rowland, Christopher (1985). Christian Origins: An Account of the Setting and Character of the Most Important Messianic Sect of Judaism. SPCK. ISBN 9780281041107.
- Smith, J. L. (септембар 1969). „Resurrection Faith Today” (PDF). Theological Studies. 30 (3): 393—419. S2CID 170845348. doi:10.1177/004056396903000301. Архивирано из оригинала (PDF) 01. 10. 2022. г. Приступљено 2022-02-10.
- Stendahl, Krister (јул 1963). „The Apostle Paul and the Introspective Conscience of the West” (PDF). Harvard Theological Review. Cambridge: Cambridge University Press on behalf of the Harvard Divinity School. 56 (3): 199—215. ISSN 1475-4517. JSTOR 1508631. LCCN 09003793. OCLC 803348474. S2CID 170331485. doi:10.1017/S0017816000024779. Архивирано (PDF) из оригинала 24. 12. 2021. г. Приступљено 12. 2. 2022.
- Tabor, James D. (1998), „Ancient Judaism: Nazarenes and Ebionites”, The Jewish Roman World of Jesus, Department of Religious Studies at the University of North Carolina at Charlotte, Архивирано из оригинала 10. 06. 2010. г., Приступљено 01. 10. 2022
- Talbert, Charles H. (2011), The Development of Christology during the First Hundred Years: and Other Essays on Early Christian Christology. Supplements to Novum Testamentum 140., Leiden: Brill Publishers
- Wilken, Robert Louis (2013). „Beginning in Jerusalem”. The First Thousand Years: A Global History of Christianity. Choice Reviews Online. 50. New Haven and London: Yale University Press. стр. 6—16. ISBN 978-0-300-11884-1. JSTOR j.ctt32bd7m.5. LCCN 2012021755. S2CID 160590164. doi:10.5860/choice.50-5552. Приступљено 20. 7. 2021.
- Wilckens, Ulrich (1970), Auferstehung, Stuttgart and Berlin: Kreuz Verlag
- Wright, N.T. (1992), The New Testament and the People of God, Fortress Press, ISBN 0-8006-2681-8
- Wylen, Stephen M. (1995), The Jews in the Time of Jesus: An Introduction, Paulist Press, ISBN 0-8091-3610-4
- E.P. Sanders, Jaroslav Jan Pelikan, Jesus, Encyclopædia Britannica
- Schochet, Jacob Immanuel. „Moshiach ben Yossef”. Tutorial. moshiach.com. Архивирано из оригинала 20. 12. 2002. г. Приступљено 2. 12. 2012.
- „Christianity: Severance from Judaism”. Jewish Virtual Library. AICE. 2008. Приступљено 17. 12. 2018.
- Blidstein, Gerald J. (2008). „Messiah”. Encyclopaedia Judaica. The Gale Group. Приступљено 2. 12. 2012 — преко Jewish Virtual Library and.
- Flusser, David. „Second Temple Period”. Messiah. Encyclopaedia Judaica 2008 The Gale Group. Приступљено 2. 12. 2012.
- Telushkin, Joseph. „The Messiah”. The Jewish Virtual Library Jewish Literacy. NY: William Morrow and Co., 1991. Reprinted by permission of the author. Приступљено 2. 12. 2012.
- Shiffman, Lawrence H. (2018). „How Jewish Christians Became Christians”. My Jewish Learning.

## Spoljašnje veze
- History of Christianity Reading Room: Архивирано на веб-сајту  (28. август 2019) Extensive online resources for the study of global church history (Tyndale Seminary).
- Dictionary of the History of Ideas: Christianity in History
- Dictionary of the History of Ideas: Church as an Institution
- Sketches of Church History Архивирано на веб-сајту  (22. октобар 2007) From AD 33 to the Reformation by Rev. J. C Robertson, M.A.,Canon of Canterbury
- „Church History”.  (на језику: енглески). 6 (11 изд.). 1911. стр. 330—45.
- A History of Christianity in 15 Objects
- American Religion Data Archive
- Early Stages of the Establishment of Christianity
- Theandros, a journal of Orthodox theology and philosophy, containing articles on early Christianity and patristic studies.
- Historical Christianity, A timeline with references to the descendants of the early church.
- Reformation Timeline, A short timeline of the Protestant Reformation.
- Fourth-Century Christianity